# ČSD E 669.2 sorozat
A ČSD E 669.2 sorozat egy csehszlovák Co’Co’ tengelyelrendezésű, 3 kV DC áramrendszerű villamosmozdony-sorozat volt. 1963 és 1965 között összesen 168 db-ot gyártott a  Škoda a ČSD részére. Csehszlovákia felbomlása után a sorozat a ČD-hez mint ČD 182 sorozat és a ŽSR-hez, mint ŽSR 182 sorozat került.